# Forest County, Wisconsin
Forest County är ett administrativt område i delstaten Wisconsin, USA, med 9 304 invånare. Den administrativa huvudorten (county seat) är Crandon. 

## Geografi
Enligt United States Census Bureau har countyt en total area på 2 710 km². 2 626 km² av den arean är land och 84 km² är vatten. 

### Angränsande countyn
- Florence County - nordost
- Marinette County - öst
- Oconto County - sydost
- Langlade County - sydväst
- Oneida County - väst
- Vilas County - nordväst
- Iron County, Michigan - nord